# ジャコモ・バッラ
ジャコモ・バッラ（Giacomo Balla, 1871年7月18日 - 1958年3月1日）は、イタリア未来派の画家、彫刻家。
他の未来派とは違って、機械や暴力的な要素からは距離を置いた作風が特徴である。代表作は、『鎖に繋がれた犬のダイナミズム』（1912年、オルブライト＝ノックス美術館所蔵）。

## 来歴

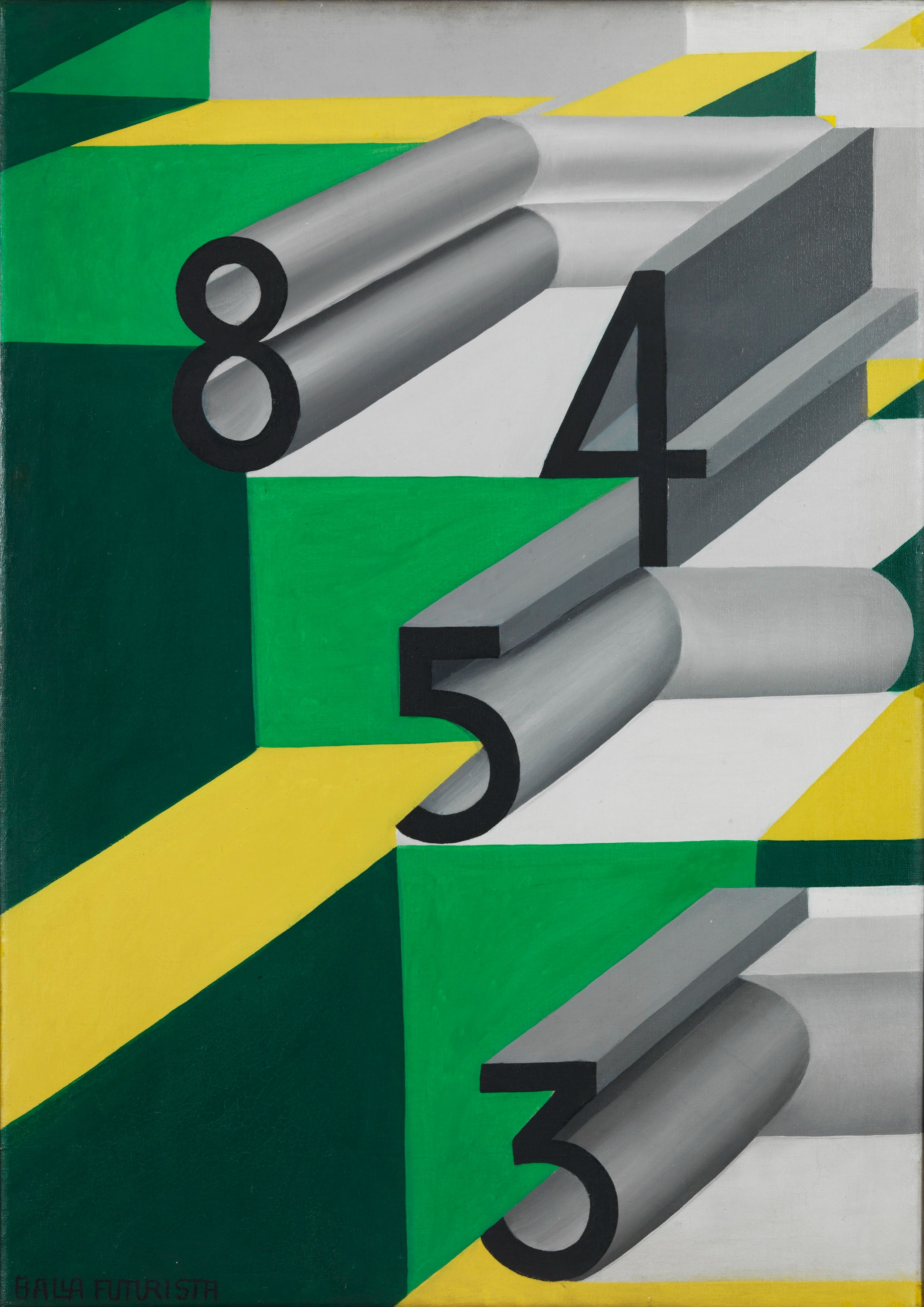

バッラはピエモンテ州トリノで、写真家の息子として生まれた。1900年ごろパリに旅行して、影響を受ける。
1910年、ウンベルト・ボッチョーニ、カルロ・カッラ、ルイジ・ルッソロ、ジーノ・セヴェリーニとともに「未来派絵画技術宣言」に署名。エティエンヌ＝ジュール・マレーの連続写真などに影響を受け、動きや速度を絵画表現にて表そうとした。それと共に、絵画上の形態の解体が進み、1910年代前半には、抽象的傾向の強い作品も生み出した。最も早く抽象絵画を描いた1人であるといえる。
1915年、フォルトゥナート・デペーロとともに、「宇宙の未来派主義的再構成」に署名。その後、ベニート・ムッソリーニのローマ進軍を題材とするなど、一時ファシズムに接近した。しかし、1937年以降は未来派から距離を置き、具象に戻った。それが好影響したか、第二次世界大戦後も評価を得ることができた。

## 関連する日本での展覧会
- 「未来派 1909-1944」（セゾン美術館、1992年）
　他に北海道立近代美術館・宮城県美術館・滋賀県立近代美術館で展覧会
  - 図録『未来派　1909-1944』エンリコ・スポルティ、井関正昭構成・監修
（セゾン美術館編、東京新聞社、1992年）